# Agitprop
Agitprop — студийный альбом 2012 года группы Kalahari Surfers, авторства южноафриканского музыканта Сони Вэррика. Альбом был выпущен лейблом Sjambok Music и впервые сыгран в сентябре на фестивале Уньязи в городе Дурбан. Альбом повествует о опасениях Вэррика, что в 2010-х ЮАР рискует стать однопартийным государством под руководством Африканского Национального конгресса, и включает песню о разработчике химического оружия, Уотэре Бэссоне. Южноафриканское издание Rolling Stones сравнивает альбом с KLF, Sly and Robbie и Pink Floyd, и описывает его как «медленное развитие деталей» в сторону «однозначной оптимистичности». Сони говорит, что большая часть альбома была написана им, пока он добирался на работу. Он описывает жанр как смесь традиционной африканской музыки, дабстепа, а также электронной и экспериментальной музыки.

## Список композиций
1. «Ambush Street» 03:28
2. «Human Wrongs (Chernobyl 25th Anniversary)» 04:52
3. «Brother Leader» 05:46
4. «The Lost Soul of Dr. Basson» 04:10
5. «Che Guevara & the Voodoo Boys» 04:17
6. «Hostile Takeover» 04:27
7. «Close To Tears» 04:12
8. «The Last Tourist» 03:41
9. «Wings of a Stingray» 05:29
10. «Black Southeaster» 05:24
11. «Without Slipping» 04:00
12. «Hide The Electricity» 05:12
13. «The Curse Of The Birds» 04:10
14. «The Actual Size» 04:38
15. «Carolines Circle» 04:21
16. «Blue Light Brigade» 05:06